# Bedstone
Bedstone är en civil parish i Storbritannien.   Den ligger i grevskapet Shropshire i riksdelen England, i den södra delen av landet, 210 km väster om huvudstaden London.